# Whisky a Go Go
Pour les articles homonymes, voir Whisky à gogo (homonymie).
Le Whisky a Go Go est une boîte de nuit située à West Hollywood, Californie, sur le Sunset Strip, au 8901 W Sunset Boulevard.

## Présentation
Le Whisky a Go Go ouvre le 15 janvier 1964. Il doit son nom à la toute première discothèque, « Le Whisky à Gogo », créée à Paris, rue de Seine en 1947. Fréquentée par les marins américains, ceux-ci en ramènent le concept aux États-Unis et le popularisent dans les années 1950.
Le Whisky a Go Go de West Hollywood occupe le local d'un ancien club créé par un ancien policier de Chicago, The Party. Officiellement, le Whisky a Go Go est une discothèque, ce qui signifie stricto sensu qu'elle n'est censée diffuser que des disques et ne pas accueillir d'artiste jouant live. Pourtant, dès l'inauguration, le groupe de Johnny Rivers s'y produit, le DJ situé dans une cage suspendue à la droite de la scène ne jouant des disques que pendant les entractes. Ce mélange de prestations live et de DJ fait du Whisky a Go Go la première boîte de nuit américaine moderne.
Rivers fait connaître le Whisky a Go Go dans tous les États-Unis en sortant des albums live enregistrés sur place. En 1966, The Miracles enregistrent la chanson Going to a Go-Go, reprise par les Rolling Stones en 1982.
En 1966, le Whisky a Go Go est l'un des théâtres des émeutes de Sunset Strip. Le club est harcelé par la police de Los Angeles, qui réclame un changement de nom, arguant que le terme « whisky » a une mauvaise influence sur la jeunesse. Le club est rebaptisé un temps le « Whisk ? ». L'établissement est par ailleurs reconnu pour avoir expulsé le groupe The Doors en 1966 en pleine prestation en raison des paroles controversés de la chanson The End faisant référence au mythe d'Oedipe. Le Whisky a permis à la scène rock 'n' roll de Los Angeles d'émerger, du rock au heavy metal en passant par le punk.
Le club ferme en 1982 pour rouvrir en 1986. Depuis 2005, le Whisky a Go Go reçoit surtout des groupes de hard rock.

## Un club mythique
Pendant ses premières années, le club est un tremplin pour plusieurs groupes californiens, notamment Love, qui lui a consacré un titre, The Byrds, Buffalo Springfield, Alice Cooper, Frank Zappa et ses Mothers of Invention. Club rival du Troubadour, The Doors y commence une résidence à partir du 23 mai 1966, ouvrant, avec deux sets chaque nuit, pour des groupes comme Love, The Chambers Brothers, The Turtles ou Them avec Van Morrison. Le 10 août, le patron d'Elektra, Jac Holzman est tellement captivé par les prestations des Doors qu'il revient au club trois soirs de suite et demande à son producteur Paul Rothchild de traverser les États-Unis pour venir le rejoindre et découvrir le groupe le 15. Si, selon ce dernier, le premier set est horrible, le second est excellent et, le 18, les Doors signent leur contrat initial avec Elektra. Le 21 août, sous l'influence du LSD, Jim Morrison se lâche et crée la version œdipienne de sa chanson The End. Le groupe est immédiatement viré du club, mais enregistre son premier album au cours de la semaine suivante, avec Paul Rothchild comme producteur.

## Dans la culture populaire
- Dans le jeu vidéo Grand Theft Auto 5 un bar similaire que le protagoniste peut acheter porte le nom de Tequi-la-la.
- Le Whisky a Go Go apparait dans le film The Dirt dans lequel le groupe de glam-metal Mötley Crüe y donne prestation mouvementée, et y est repéré par un label qui le produira à grande échelle.
- Le Whisky a Go Go apparaît également dans le film The Doors, où l’on voit ledit groupe y jouer.

## Galerie

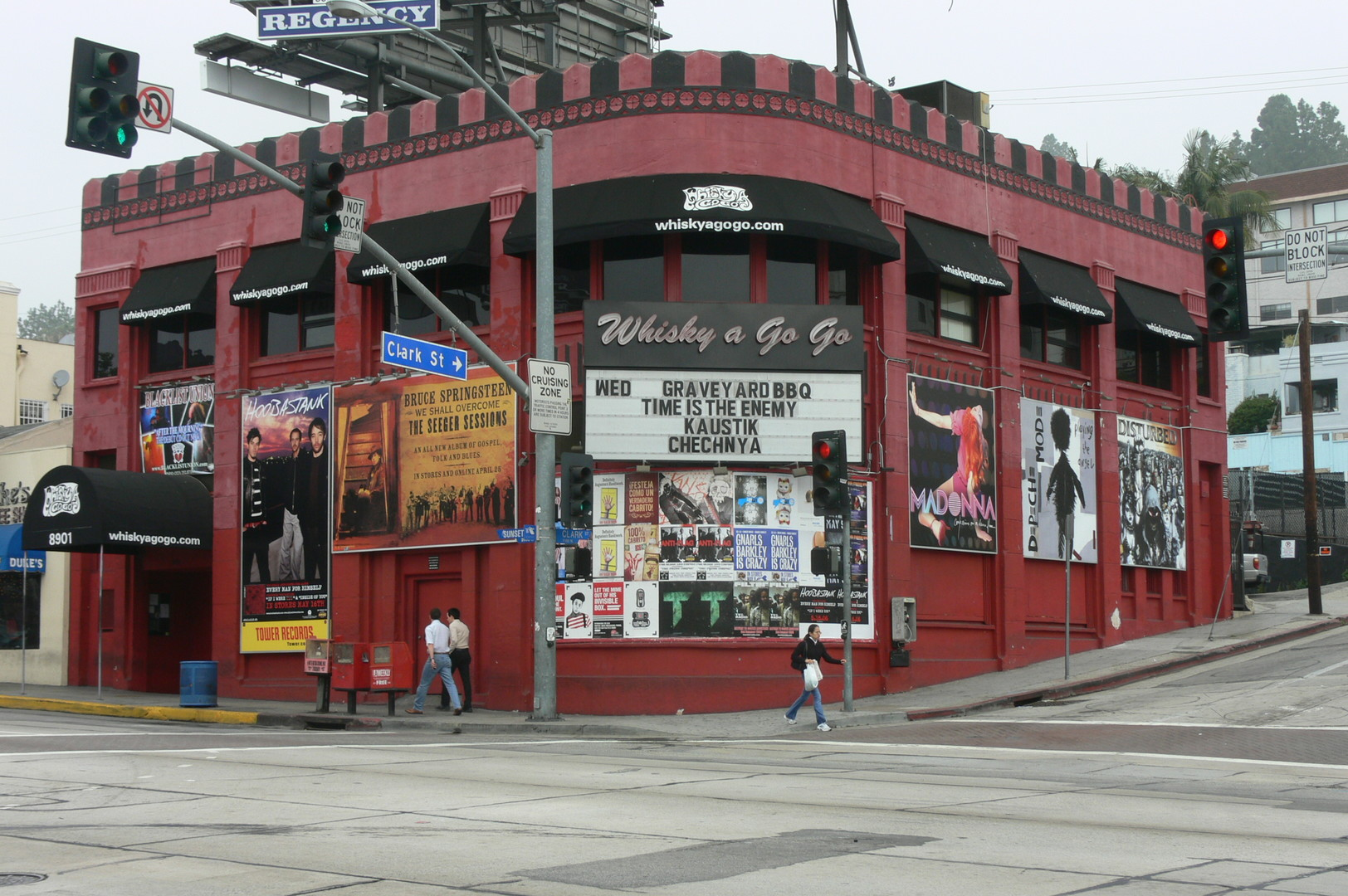
Façade du Whisky a Go Go.
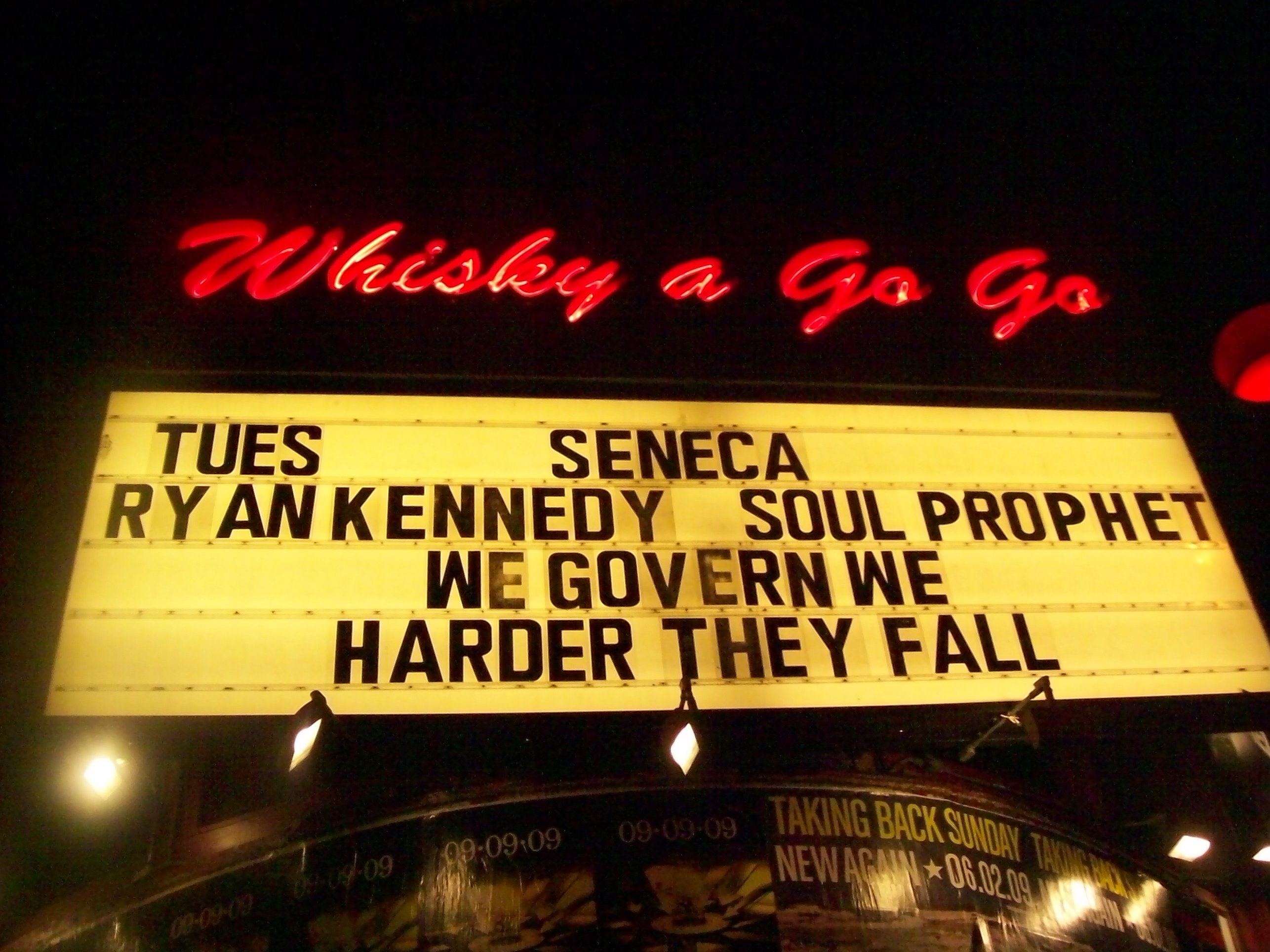